# Manbuta plumosa
Manbuta plumosa är en fjärilsart som beskrevs av W. Warren 1889. Manbuta plumosa ingår i släktet Manbuta och familjen nattflyn. Inga underarter finns listade i Catalogue of Life.